# Plug
Плаг — піджанр трепу, що зародився на початку 2010-х років у Атланті, США. Характеризується упором на мінімалістичний стиль бітів, драм-партій і наявністю в них елементів R&B.

## Історія

### Походження
Вперше плаг, як самостійний жанр, отримав своє ім'я приблизно у 2015 році, в той час, коли його популяризували такі виконавці як Playboi Carti, Nebu Kiniza та інші. Основоположником ще не сформованого жанру був музичний продюсер Zaytoven, який поклав йому початок ще на початку 2010-х років. Музика цього типу вирізняється використанням інструментів із ритм-енд-блюзу, мінімалістичною драм-партією і, в рідкісних випадках, сильним перевантаженням 808-баса.
У 2015 році виконавець Rich the Kid випускає трек під назвою «Plug», спродюсований MexikoDro, чим викликає інтерес у слухачів незвичним звучанням біта, а також специфічним текстом - продаж наркотиків, заробіток грошей нелегальними шляхами тощо. Згодом, Річ відмовився платити MexikoDro за біт. Пізніше, на цей же, трохи видозмінений біт, виходить трек «Gassed Up» від виконавця Nebu Kiniza. У той момент почалася популяризація плага як самостійного жанру. Одним із піонерів того часу був також Playboi Carti, який випустив трек «Broke Boi» трохи раніше, ніж Небу випустив «Gassed Up».

### Перша хвиля популярності
Під керівництвом одного із плаг-продюсерів було сформовано об'єднання під назвою BeatPluggz. До нього входять такі бітмейкери та виконавці як BeatPluggTwo, StoopidXool, PoloBoyShawty, MexikoDro та інші. Кожен із них так чи інакше відрізняється своїм унікальним звучанням. StoopidXool почав популяризацію піджанрів evil і dark plug. Спільнота ж вважає, що всі піджанри піджанру - вигадані, і насправді не існують. Сам же продюсер не дає жодних коментарів з приводу свого специфічного стилю бітів.
Істотний вплив на плаг-музику справив продюсер з Атланти під псевдонімом MexikoDro, який раніше працював із Playboi Carti. Як багато хто вважає, саме він вивів цю музику в маси. До речі, саме завдяки MexikoDro зародилася тенденція робити плаг-біти з використанням синтезатора Purity у FL Studio, хоча сам продюсер зізнається, що раніше Purity використовував не так часто, як це роблять сучасні плаг-бітмейкери.

### Друга хвиля: Pluggnb
У 2020 році на мікстейпі Дрейка з'являється трек під назвою «From Florida With Love», своєрідний стиль якого став найбільш обговорюваним серед фанатів. Водночас починає активно популяризуватися виконавець Ka$hdami, який здобув популярність завдяки треку «Kappin Up» і «Reparations», спродюсований Milanezie - нідерландським плаг-бітмейкером.
Ще у 2017 відомі у вузьких колах продюсери XanGang, Thrillboy, AltoSGP, Rob $urreal починають популяризувати жанр pluggnb. Специфічне звучання бітів, елементи ритм-енд-блюзу, заспокійливі мелодії швидко привернули увагу як артистів, так і їхніх слухачів. Піонерами цього жанру по праву є такі виконавці, як Summrs, Autumn!, Kankan та інші. Застій у звучанні зберігався до 2019-2021 року. З приходом продюсерів Goyxrd, axjunior та інших кардинально змінилося поняття pluggnb як піджанру плага.